# Yvonne Zima
Yvonne Zima (Phillipsburg, 16 gennaio 1989) è un'attrice statunitense, conosciuta per il ruolo di Rachel Greene, figlia del dott. Mark Greene, nel telefilm E.R. - Medici in prima linea, nel quale apparve sin dall'episodio pilota.
Ha raggiunto il successo sul grande schermo per la partecipazione al film Spy, nel ruolo della figlia di Geena Davis, Caitlin. Nel 2000 recita nel film per la televisione La scelta di Charlie
Yvonne ha due sorelle più grandi, Madeline e Vanessa, anch'esse attrici. 
Yvonne ha inoltre scritto un romanzo all'età di 16 anni intitolato The Rise and Fall of a Deliberate Weirdo, mai pubblicato in Italia.

## Filmografia parziale

### Cinema
- Heat - La sfida (Heat), regia di Michael Mann (1995)
- Amare è... (Bed of Roses), regia di Michael Goldenberg (1996)
- Decisione critica (Executive Decision), regia di Stuart Baird (1996)
- Spy (The Long Kiss Goodnight), regia di Renny Harlin (1996)
- Solo se il destino ('Til There Was You), regia di Scott Winant (1997)
- Nell'occhio del ciclone (Storm Catcher), regia di Anthony Hickox (1999)
- Love & Sex, regia di Valerie Breiman (2000)
- Love Hurts, regia di Barra Grant (2009)
- Iron Man 3, regia di Shane Black (2013)
- The Nice Guys, regia di Shane Black (2016)

### Televisione
- E.R. - Medici in prima linea (ER) – serie TV, 22 episodi (1994-2000)
- Seven Days – serie TV, episodio 2x04 (1999)
- La scelta di Charlie (A Father's Choice), regia di Christopher Cain – film TV (2000)
- Febbre d'amore (The Young and the Restless) – serial TV, 136 puntate (2009-2012)
- Castle – serie TV, episodio 6x05 (2013)
- Law & Order - Unità vittime speciali – serie TV, episodio 11x14 (2013)
- Una ragazza quasi perfetta (The Girl He Met Online), regia di Curtis Crawford – film TV (2014)
- Masters of Sex – serie TV, episodio 3x11 (2015)
- The Night Of - Cos'è successo quella notte? – miniserie TV, episodio 1x05 (2016)
- StartUp – serie TV, 3 episodi (2016)
- This Is Us – serie TV, episodio 3x07 (2018)
- Now Apocalypse – serie TV, episodio 1x07 (2019)
- American Horror Story – serie TV, episodio 9x06 (2019)
- Ti ruberò la vita (Killer Prom), regia di Alexandre Carrière – film TV (2020)
- Our Flag Means Death – serie TV, episodi 1x05-1x10 (2022)
- NCIS - Unità anticrimine – serie TV, episodio 22x11 (2025)

## Doppiatrici italiane
Nelle versioni in italiano delle opere in cui ha recitato, Yvonne Zima è stata doppiata da:
- Gemma Donati in E.R. - Medici in prima linea (st. 1-4), Castle
- Letizia Ciampa in E.R. - Medici in prima linea (st. 5)
- Veronica Puccio in E.R. - Medici in prima linea (st. 6)
- Domitilla D'Amico in Spy
- Eva Padoan in Storm Catcher - Nell'occhio del ciclone
- Jessica Bologna in Una ragazza quasi perfetta
- Roberta De Roberto in The Nice Guys